# Yar Thet Pan
Yar Thet Pan (* 5. September 1991) ist eine ehemalige myanmarische Gewichtheberin.
Sie gewann bei den Südostasienspielen 2005 die Silbermedaille in der Klasse bis 69 kg. 2006 gewann sie bei den Asienspielen in Doha Silber. 2007 nahm sie an den Weltmeisterschaften in Chiang Mai teil. Wegen eines Verstoßes gegen die Dopingbestimmungen wurde sie allerdings disqualifiziert und anschließend vom Weltverband IWF für zwei Jahre gesperrt. Nach ihrer Sperre gewann sie bei den Südostasienspielen 2009 die Bronzemedaille.